# Регионален исторически музей (Пловдив)
Вижте пояснителната страница за други значения на Регионален исторически музей.
Регионалният исторически музей в град Пловдив е най-големият исторически музей в област Пловдив и съдържа около 60 000 експоната. Разделен е на четири тематични експозиции: „Съединение на България 1885 г.“, „Българско възраждане“, „Книгоиздаване в България през втората половина на 19 и началото на 20 век“, и Музеен център за съвременна история. Всяка от тях е разположена в отделна сграда, свързана с историята на Пловдив.

## История
Музеят е основан през 1951 г. като научна и културна организация за издирване, изучаване, опазване и представяне на културните ценности за миналото на Пловдив и Пловдивския край за периода от XV – XX век.

## Експозиции

### „Съединение на България“
Експозиция „Съединение на България“ се намира в централната административна сграда на музея на адрес пл. „Съединение“ № 1, чийто автентичен вид е запазен от строежа ѝ през 1885 година до днешни дни.
Сградата оригинално е построена да помещава Областното събрание на Източна Румелия. Проектант на сградата е италианският архитект Пиетро Монтани, а строителството ѝ продължава от 1883 до 1885 година под ръководството на архитект Оскар Льофе. В центъра на зданието е предвидена просторна парламентарна зала за заседания, а страничните крила са предназначени за администрацията. Сградата обаче остава без първоначалното си предназначение, когато на 6 септември 1885 година е провъзгласено Съединението на Източна Румелия и Княжество България и столица на обединената българска държава става София.
През март 1886 г. със заповед на министър-председателя Петко Каравелов в сградата се настанява Пловдивската народна библиотека (днес Народна библиотека „Иван Вазов“) и музей. През 1895 г. в нея е учредена Пловдивската търговско-индустриална камара, през 1912 г. е основано Дружеството на южнобългарските художници. Сградата е архитектурен и исторически паметник от национално значение.
Музейната експозиция „Съединение на България 1885 г.“ е открита през 1985 г. по повод честването на стогодишнината от Съединението. Експозицията обхваща периода от подписването на Берлинския договор през 1878 година до Сръбско-българската война през 1885 г. Основните акценти са върху изграждането и развитието на Източна Румелия като втора българска държава, както и подготовката и осъществяването на Съединението ѝ с Княжество България.
В пет експозиционни зали са разположени оригинални експонати (лични вещи, печати, наградни знаци, хладно и огнестрелно оръжие), снимки и документи на участници в Съединението и Сръбско-българската война.
През 2017 г. в експозиция е инсталиран тръбен орган с 18 регистъра и 2 мануала, произведен от Maag, Швейцария.

### „Българско възраждане“
Експозиция „Българско възраждане“ се намира в къщата на Димитър Георгиади в архитектурно-историческия резерват „Старинен Пловдив“. Построена през 1848 година по популярния за 19 век архитектурен тип на пловдивската симетрична къща, сградата е паметник на културата от национално значение. Около просторни салони в средата на всеки от трите ѝ етажа са разположени симетрично по четири стаи. Стените на фасадите и във вътрешността на къщата са изписани с геометрични и флорални орнаменти, а таваните са изкусно резбовани.
Къщата се използва до средата на 20 век, след което е реставрирана на два пъти – в началото на 1960-те години и през 2006 – 2007 година (по проект на японското правителство и ЮНЕСКО). След първата реставрация, през 1961 година в нея е разположена музейната експозиция на Регионалния исторически музей – Пловдив, посветена на Българското възраждане и националноосвободителните борби. Изложбата заема единадесет зали и два салона на обща площ от 825 m2 без да накърнява вътрешната архитектура на къщата.
С богат веществен, документален и снимков материал експозицията проследява историята на град Пловдив от 15 до 19 век. В залите на първия етаж е представено етническото и стопанското състояние на Пловдив през османската епоха. На втория и третия етаж са представени борбите за новобългарската просвета, църковна независимост и национално освобождение.

### „Книгоиздаване в България през втората половина на 19 и началото на 20 век“
Експозиция „Книгоиздаване в България през втората половина на XIX и началото на XX век“ е подредена в дома на основателя на модерното българско книгоиздаване Христо Груев Данов. Къщата е представител на българската възрожденска архитектура, стените са изписани, на места е използвана декоративна портретна живопис, а таванът е украсен с резбована композиция. Експозицията показва ролята на Пловдив като център на българската просвета и култура през втората половина на XIX и началото на XX век. Проследени са етапите в развитието на учебното дело и дейността на изтъкнати книжовници и просветни дейци. Сред експонатите има уникални образци на печатната възрожденска книга, издания, учебни помагала, както и предмети от бита, лични вещи и кореспонденция на Христо Данов и неговото издателство.

### Музеен център за съвременна история
Музеен център за съвременна история разполага с просторна, модерно оборудвана зала, която дава възможност за представяне на исторически, художествени и фотографски изложби, както и за осъществяването на други публични прояви. Там е подредена постоянната експозиция „Душата на японската кукла“ – плод на сътрудничеството между Регионален исторически музей – Пловдив и Японската агенция за доброволци в чужбина (JICA). От древността до днес японците се отнасят към куклите си като към живи същества. С тях са свързани и много от обичайните им празници. Пет витрини, разположени в специален кът, показват някои от най-разпространените комплекти на японски кукли, всеки създаден по историята на стара легенда.

## Колекции
Във фонда на музея се съхраняват над 60 000 експоната, сред които – уникални колекции от хладно и огнестрелно оръжие, ордени и медали, военно снаряжение, лични вещи, печатни издания, облекло и предмети от градския бит, снимки и документи. По-специално, обособени са следните колекции:
- Д-р Константин Стоилов (1853 – 1901)
- Божидар Здравков (1884 – 1959)
- Иван Андонов (1854 – 1937)
- Братя Гешови
- Учебни карти и пособия
- Оръжие от националноосвободителното движение
- Печати от Източна Румелия
- Исторически фотографии
- Нумизматика
- Ордени и медали
- Историческа живопис
- Огнестрелно оръжие